# Región de Vatovavy-Fitovinany
Vatovavy-Fitovinany es una antigua región de Madagascar que se ubicaba en el sudeste del país. La región se extendía a lo largo de la parte sur de la costa este de Madagascar. Estaba bordeada por la región de Atsinanana (norte), Amoron'i Mania y Haute Matsiatra (oeste) y Atsimo-Atsinanana (sur). La capital era Manakara. Tenía una población de 1,097,700 habitantes en 2004, y un tamaño de 19,605 km².
La región contenía seis distritos:
- Distrito de Ifanadiana 158,455
- Distrito de Ikongo 191,100
- Distrito de Manakara 375,335
- Distrito de Mananjary 325,522
- Distrito de Nosy Varika 247,984
- Distrito de Vohipeno 156,468

## Historia
En 2020, se avanzó en un proyecto de división que proponía crear dos regiones, cada una de las cuales agruparía tres distritos:
- Vatovavy (distritos de Mananjary, Nosy Varika e Ifanadiana; la ciudad de Mananjary sería entonces la capital);
- Fitovinany (distritos de Manakara, Vohipeno e Ikongo; por lo tanto, la ciudad de Manakara seguiría siendo la capital).

Este proyecto finalizó en 2021 y la escisión se formalizó el 11 de agosto de ese mismo año.